# (5550) 1981 UB1
(5550) 1981 UB1 (1981 UB1, 1975 RQ2, 1977 AM, 1981 SP5, 1983 CP2, 1986 WD8) — астероїд головного поясу.
Тіссеранів параметр щодо Юпітера — 3,199.